# چاسکوموس
چاسکوموس (به اسپانیایی: Chascomús) شهری در کشور آرژانتین، استان بوئنوس آیرس است که در سال ۲۰۰۹ میلادی، حدود ۳۰٬۶۷۰ نفر جمعیت داشته است.